# Sartallus
Sartallus is een monotypisch geslacht van kevers uit de familie van de kortschildkevers (Staphylinidae).

## Soort
- Sartallus signalis Sharp, 1871